# هادخت نسک (پیوست یشت‌ها)
هادُخت نَسک پیوستی از بخش یشت‌های اوستای کنونی است که برخی آن را یشت بیست و دوم می‌دانند. این پیوست دارای ۳ فَرگَرد (فصل) می‌باشد و بازمانده‌ای از هادخت نسک اوستای ساسانی است که نسکِ (جلدِ) بیستم از اوستای آن روزگار و دارای ۳۰ فرگرد بوده است. دیگر بازمانده‌های هادخت نسک اوستای ساسانی شامل سُروش یَشت هادُخت (یشت ۱۱ از یشت‌ها) و آفرینگانِ گَهَنبار (در بخش خُرده‌اوستا) می‌باشند.